# 잃어버린 전주곡
《잃어버린 전주곡》(영어: Five Easy Pieces)는 1970년 미국의 드라마 영화이다. 감독은 밥 레이펄슨이고 잭 니컬슨, 캐런 블랙, 수전 온스복, 랠프 웨이트, 샐리 스트루더스가 출연한다. 좋은 가문 출신이지만 가문을 혐오하는 젊은이 '보비'를 주인공으로 미국 사회 내의 문화적 가치의 충돌과 젊은 세대의 기성 세대에 대한 염증을 담고 있다.
제43회 아카데미상과 제28회 골든 글로브상에서 똑같이 작품상, 남우주연상, 여우조연상, 각본상 후보에 올랐고, 골든 글로브에서 캐런 블랙이 여우조연상을 수상했다.

## 줄거리
좋은 가문 출신인 20대 젊은이 '보비 듀피어'는 자신의 가문을 혐오한 나머지 클래식 음악가로서의 보장된 미래를 포기하고 남부의 한 석유 채취장에서 일하며 살고 있다. 그러다가 아버지가 투병중이라는 소식을 듣고 귀향한다. 그러나 그의 가족은 여전히 그가 혐오하는 부르주아의 삶을 살고 있었다.

## 출연진
- 잭 니컬슨 - 보비 듀피어
- 캐런 블랙 - 레이엣 디피스토
- 수전 온스복 - 캐서린 밴오스트
- 로이스 스미스 - 퍼티타 듀피어
- 랠프 웨이트 - 칼 피델로 듀피어
- 빌리 "그린" 부시 - 엘턴
- 아이린 데일리 - 사미아 글라비아
- 토니 배질 - 테리 그라우스
- 헬레나 칼리아니오테스 - 팜 아포다카
- 윌리엄 챌리 - 니컬러스 듀피어
- 존 라이언 - 스파이서
- 패니 플래그 - 스토니
- 말리나 맥과이어 - 트윙키
- 샐리 스트루더스 - 셜리
- 로나 세이어 - 여종업원
- 리처드 스탈 - 기술자